# 吞噬星空
《吞噬星空》是由起点中文网人气作者“我吃西红柿”所著东方科幻类型的网络小说。并有由《吞噬星空》小说改编的同名漫画、动画与正版授权手机游戏。

## 故事大綱
故事主角是罗峰。一部想象广阔的科幻未来小说，小说主要讲述了地球经历一场大天灾后引发了各物种的变异，野外奉行丛林法则，强者才能活下去。主角罗峰一家四口家境困难，幸而罗峰自身精神念力变异开发出新的天赋异能，才能在成为地球主宰的道路上乘风破浪。本体是金角巨兽，在登顶途中拥有第一分身为地球人，第二分身为魔杀族，第三分身为九幽之海，同时在地球科技与其个人修行肉体的不断发展，不再局限于银河系之中 ，之后走向宇宙深处。2015年，同人授权漫画《吞噬星空》
。

## 外部连接
- 吞噬星空在起点中文网的主页（页面存档备份，存于）
- 吞噬星空在腾讯动漫上的主页（页面存档备份，存于）